# 特雷布
特雷布（法語：Trèbes，法語發音：[tʁɛb] ⓘ；奧克語：或），法国南部城市，奥克西塔尼大区奥德省的一个市镇，隶属于卡尔卡松区，其市镇面积为16.36平方公里，2022年1月1日时人口数量为5,386人，在法国城市中排名第2,013位。
特雷布位于奥德省中北部，奥尔比耶勒河与奥德河交汇处，省会卡尔卡松市区以东，是卡尔卡松的一个郊区卫星城，也是一个区域性的中心市镇和交通枢纽，米迪运河、波尔多－塞特铁路和A61高速公路由此通过。

## 地名来源
根据当地官方网站的论述，“Trèbes”一名最初于公元1110年以“Tresmals”的形式被记载，其来源和含义尚有待考证。
特雷布所处区域在19世纪以前通行奥克语，“Trèbes”在奥克语维基百科及Openstreetmap中对应的拼写为“Trebes”，在当地的入城路牌中则标记为“Tresbès”。

## 历史

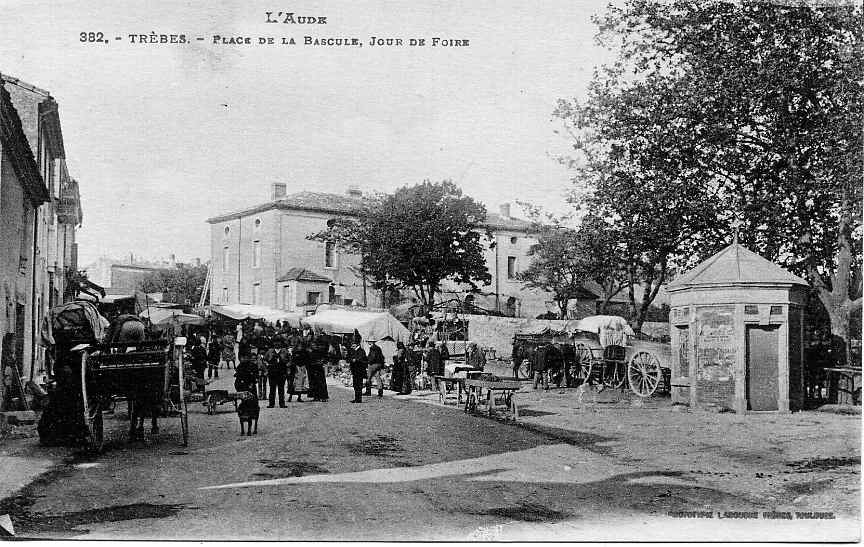
20世纪初的特雷布

特雷布的早期历史尚不清楚。根据当地官方网站的论述，特雷布市镇范围东部米勒格朗街区（Millegrand）内发现有新石器时期的人类活动遗迹。约公元前3500年时，奥尔比耶勒河与奥德河交汇处附近已形成了聚落。中世纪时，特雷布长期为一处普通农业村落，小麦、橄榄、葡萄酒及畜牧是当地主要的生产活动。当地的圣母教堂于公元13世纪末建成。1666年，与奥德河平行的米迪运河建成，该河沟通了大西洋和地中海，使得特雷布成为一个商业码头。法国大革命后，特雷布成为奥德省的一个市镇。工业革命期间，途径特雷布的波尔多－塞特铁路分段建成通车，特雷布火车站于1855年建成，该车站使得奥德河南岸区域得到开发利用。1869年，特雷布供电设施投入使用，途径特雷布的A61高速公路于20世纪70年代陆续建成。2018年3月23日，特雷布境内发生枪击案，造成5人身亡。2018年10月中旬，奥德河特雷布段发生特大洪水，共造成特雷布市区6人身亡，当地多处街道和居民区被洪水淹没。

## 地理

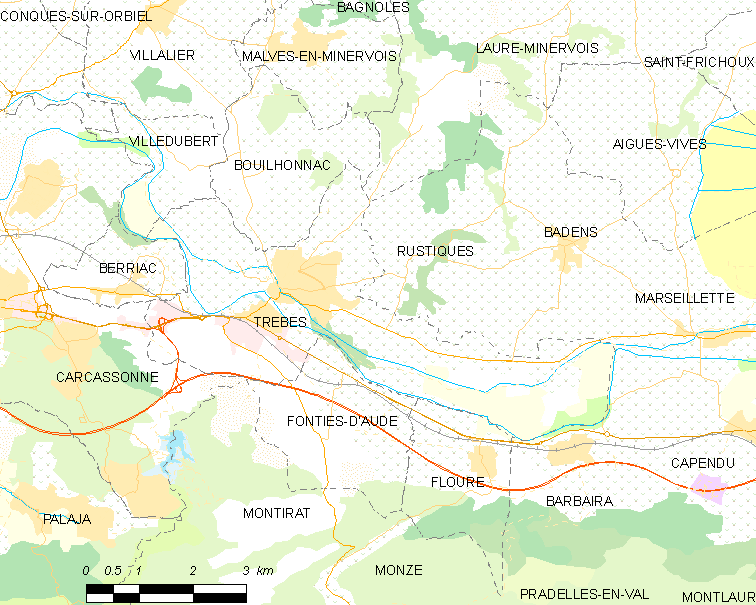
特雷布市镇范围地图

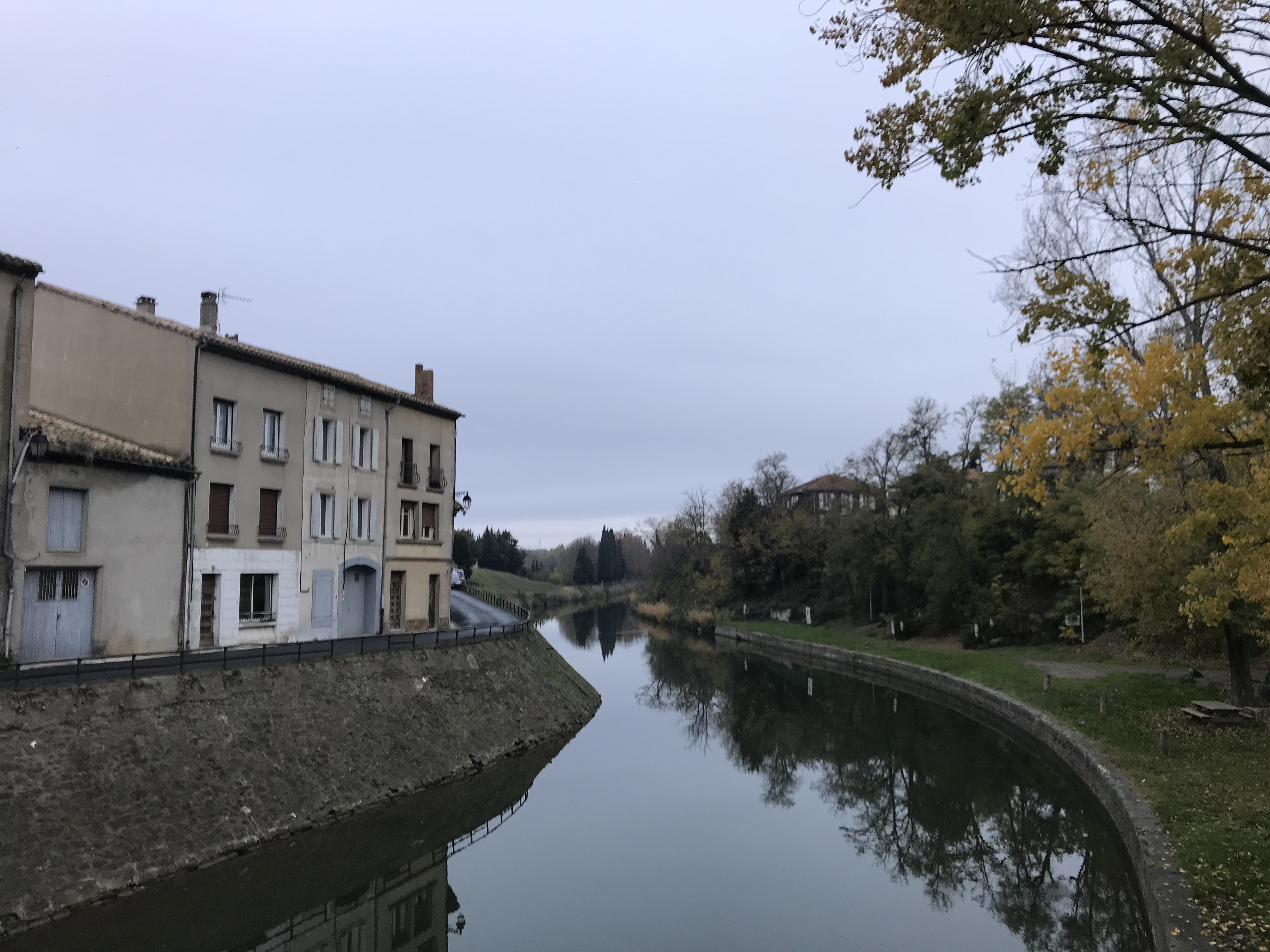
米迪运河特雷布段

特雷布位于法国南部，奥克西塔尼大区中部和奥德省中北部，距离省会卡尔卡松大约8公里。与特雷布接壤的市镇包括：巴当、巴尔拜拉、贝里亚克、布约纳克、卡尔卡松、弗卢尔、丰蒂耶斯多德、洛尔米内尔瓦、马塞耶特、吕斯蒂克、维勒迪贝尔。

### 地形
特雷布位于米内尔瓦丘陵和科比耶尔山脉之间的，奥德河中下游腹地，境内以平原和浅丘为主，市镇中心地势较为平坦，整体地势自奥德河及米迪运河向外侧逐渐抬升，全境海拔在67到161米之间。

### 水文
奥德河干流自西向东流经特雷布镇中心，其左岸支流奥尔比耶勒河在特雷布市区西侧与其交汇，两河交汇处南岸有一处天然湖泊，经工人改造后成为一处休闲公园。此外人工开凿的米迪运河从市镇中心北部穿过，其水量由船闸控制。

### 植被
特雷布属于温带阔叶混交林区，林地主要分布于河流附近。
在鲜花城市的评比中，特雷布暂未被评级。

### 气候
特雷布在柯本气候分类法中属于带有大陆性特征的地中海气候。
距离特雷布最近的常年气象站为位于卡尔卡松市区西部的萨尔瓦扎气象站，以下为该气象站的数据：
| 特雷布-萨尔瓦扎 1981年－2019年 | 特雷布-萨尔瓦扎 1981年－2019年 | 特雷布-萨尔瓦扎 1981年－2019年 | 特雷布-萨尔瓦扎 1981年－2019年 | 特雷布-萨尔瓦扎 1981年－2019年 | 特雷布-萨尔瓦扎 1981年－2019年 | 特雷布-萨尔瓦扎 1981年－2019年 | 特雷布-萨尔瓦扎 1981年－2019年 | 特雷布-萨尔瓦扎 1981年－2019年 | 特雷布-萨尔瓦扎 1981年－2019年 | 特雷布-萨尔瓦扎 1981年－2019年 | 特雷布-萨尔瓦扎 1981年－2019年 | 特雷布-萨尔瓦扎 1981年－2019年 | 特雷布-萨尔瓦扎 1981年－2019年 |
| 月份                           | 1月                            | 2月                            | 3月                            | 4月                            | 5月                            | 6月                            | 7月                            | 8月                            | 9月                            | 10月                           | 11月                           | 12月                           | 全年                           |
| ------------------------------ | ------------------------------ | ------------------------------ | ------------------------------ | ------------------------------ | ------------------------------ | ------------------------------ | ------------------------------ | ------------------------------ | ------------------------------ | ------------------------------ | ------------------------------ | ------------------------------ | ------------------------------ |
| 历史最高温 °C（°F）            | 21.1 (70.0)                    | 25.2 (77.4)                    | 27.3 (81.1)                    | 31 (88)                        | 35.2 (95.4)                    | 40.7 (105.3)                   | 40.2 (104.4)                   | 41.9 (107.4)                   | 36.4 (97.5)                    | 31 (88)                        | 26.2 (79.2)                    | 22.4 (72.3)                    | 41.9 (107.4)                   |
| 平均高温 °C（°F）              | 9.7 (49.5)                     | 11.1 (52.0)                    | 14.4 (57.9)                    | 17 (63)                        | 21 (70)                        | 25.4 (77.7)                    | 28.6 (83.5)                    | 28.3 (82.9)                    | 24.5 (76.1)                    | 19.3 (66.7)                    | 13.5 (56.3)                    | 10.2 (50.4)                    | 18.6 (65.5)                    |
| 日均气温 °C（°F）              | 6.4 (43.5)                     | 7.3 (45.1)                     | 10 (50)                        | 12.3 (54.1)                    | 16.2 (61.2)                    | 20.1 (68.2)                    | 22.9 (73.2)                    | 22.6 (72.7)                    | 19.3 (66.7)                    | 15.3 (59.5)                    | 10 (50)                        | 7 (45)                         | 14.1 (57.4)                    |
| 平均低温 °C（°F）              | 3.1 (37.6)                     | 3.5 (38.3)                     | 5.6 (42.1)                     | 7.7 (45.9)                     | 11.4 (52.5)                    | 14.8 (58.6)                    | 17.2 (63.0)                    | 17 (63)                        | 14 (57)                        | 11.2 (52.2)                    | 6.6 (43.9)                     | 3.8 (38.8)                     | 9.7 (49.5)                     |
| 历史最低温 °C（°F）            | −12.5 (9.5)                    | −15.2 (4.6)                    | −7.5 (18.5)                    | −1.6 (29.1)                    | 0.9 (33.6)                     | 6 (43)                         | 8.4 (47.1)                     | 8.2 (46.8)                     | 2.9 (37.2)                     | −2 (28)                        | −6.8 (19.8)                    | −12 (10)                       | −15.2 (4.6)                    |
| 平均降水量 mm（）              | 69.3 (2.73)                    | 54.1 (2.13)                    | 54.3 (2.14)                    | 73.1 (2.88)                    | 56.7 (2.23)                    | 45.9 (1.81)                    | 28.5 (1.12)                    | 42.6 (1.68)                    | 42.5 (1.67)                    | 59.5 (2.34)                    | 59.5 (2.34)                    | 62.5 (2.46)                    | 648.5 (25.53)                  |
| 月均日照時數                   | 97.2                           | 119.6                          | 172.6                          | 188.1                          | 214.7                          | 239.7                          | 275.4                          | 260.4                          | 212.9                          | 144.6                          | 102.5                          | 91.6                           | 2,119.3                        |
| 来源：infoclimat.fr            |                                |                                |                                |                                |                                |                                |                                |                                |                                |                                |                                |                                |                                |

## 行政区划
特雷布的市镇编号为11397，邮政编号为11800。
在行政管理方面，特雷布隶属于法国奥克西塔尼大区奥德省卡尔卡松区；在地方选举方面，特雷布是阿拉里克山县的中央投票站所在地，其市镇范围全境被划入奥德省第一选区；在社会管理方面，特雷布是卡尔卡松城市圈公共社区的组成部分。
特雷布市镇范围内暂无城市敏感街区及城市政策优先街区。
法国国家统计与经济研究所（简称）在进行数据统计时，未将特雷布划入任何城市核心区（Unité urbaine）内，并将包括特雷布在内的周边共71个市镇划为卡尔卡松城市区。自2020年起，卡尔卡松城市区被包含115个市镇的卡尔卡松城市辐射区代替。此外，还将特雷布市镇分为了2个“块区”（IRIS），以便于统计人口分布情况。

## 交通

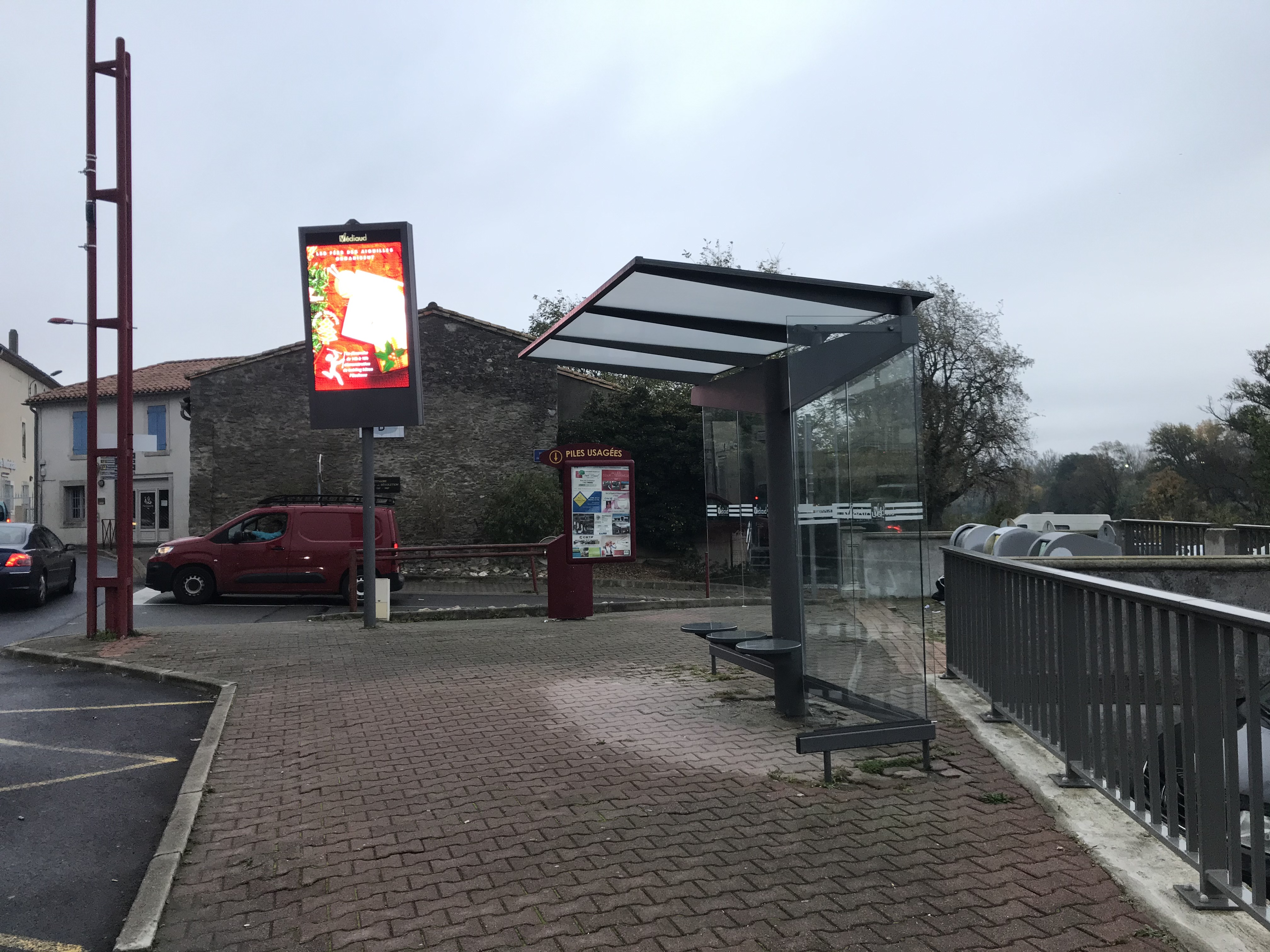
特雷布的一处公交车站

### 公路
A61高速公路经过特雷布市区南部，通过24号出入口连接市区，此外多条奥德省省道在特雷布境内交汇。奥克西塔尼大区下属的城际客运提供巴士线路，可前往周边部分市镇。
| 24 | 3 |

| 卡尔卡松 | 8 |

| 纳博讷 | 50 |

| 贝济耶 | 69 |

2019年，70.1%的特雷布家庭拥有至少一辆私人汽车。2019年，特雷布境内共发生各类交通事故4起，造成5人受伤，其中3人重伤。

### 铁路
特雷布位于波尔多－塞特铁路上，原特雷布站位于特雷布市区南部，现已废弃。
距离特雷布最近的运营中的客运车站为9公里外的卡尔卡松站，该站停靠往返于波尔多和马赛的城际列车，往返于图卢兹和里昂之间的高速列车，以及图卢兹—纳博讷—尼姆或佩皮尼昂一线区域列车。

### 航空
距离特雷布最近的民用航空站为卡尔卡松机场，距离特雷布市中心的公路里程约12公里。

### 城市公共交通
特雷布是卡尔卡松城市公共交通（商业名称为）的服务范围，后者是卡尔卡松城市圈公共社区的城市公共交通系统。截至2022年12月，该系统共包括13条市区公交线路及12条郊区公交线路，其中郊区公交C线、E线、G线和I线经过特雷布市区。

## 政治

### 市政内阁

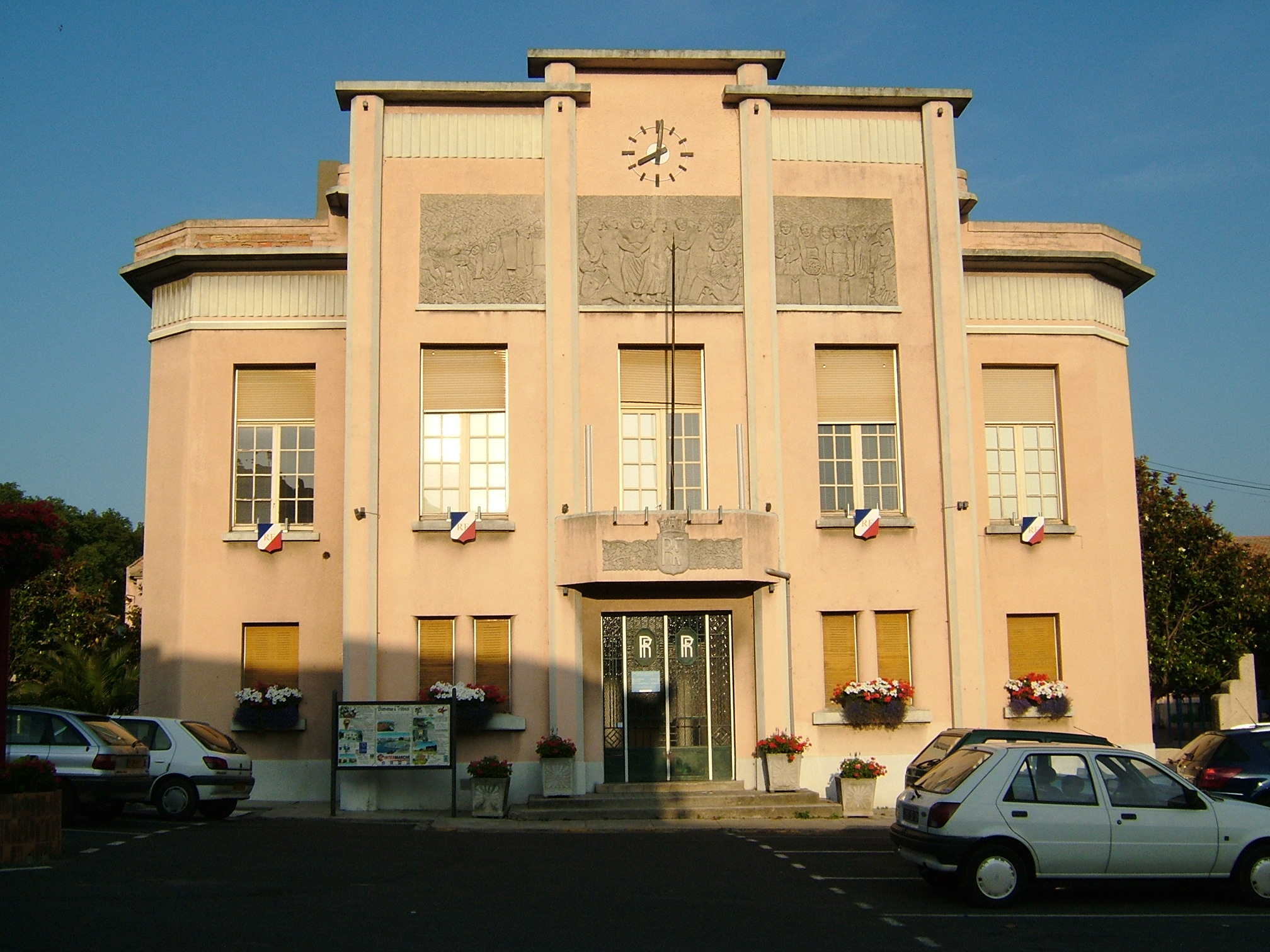
特雷布市政厅

特雷布的现任市长为埃里克·梅纳西先生（Eric MÉNASSI），他是一名右翼无党派人士，在2020年的市政选举中获得了59.97%的支持率。
| 特雷布历届市长 | 特雷布历届市长               | 特雷布历届市长                 |
| 任期           | 市长                         | 党派                           |
| -------------- | ---------------------------- | ------------------------------ |
| 1944年－1959年 | Joseph MIQUEL 约瑟夫·米凯尔  | 不详                           |
| 1959年－1988年 | Jean SOL 让·索尔             | SFIO工人国际法国支部 →PS社会党 |
| 1988年－1989年 | Pierre MAURIÈS 皮埃尔·莫列斯 | PS社会党                       |
| 1989年－2014年 | Claude BANIS 克洛德·巴尼     | DVD右翼无党派人士              |
| 2014年－       | Eric MÉNASSI 埃里克·梅纳西   | PS社会党 →DVG左翼无党派人士    |

### 各级选举
| 特雷布历届投票选举结果 | 特雷布历届投票选举结果 | 特雷布历届投票选举结果 | 特雷布历届投票选举结果 | 特雷布历届投票选举结果        | 特雷布历届投票选举结果 | 特雷布历届投票选举结果 | 特雷布历届投票选举结果 | 特雷布历届投票选举结果 | 特雷布历届投票选举结果 |
| 选举项目               | 选举范围               | 选区单位               | 选区单位内的选举结果   | 选区单位内的选举结果          | 选区单位内的选举结果   | 选区单位内的选举结果   | 选区单位内的选举结果   | 选区单位内的选举结果   | 参考资料               |
| 选举项目               | 选举范围               | 选区单位               | 第一轮胜出者           | 第一轮胜出者                  | 支持率                 | 第二轮胜出者           | 第二轮胜出者           | 支持率                 | 参考资料               |
| ---------------------- | ---------------------- | ---------------------- | ---------------------- | ----------------------------- | ---------------------- | ---------------------- | ---------------------- | ---------------------- | ---------------------- |
| 2017年法國總統選舉     | 法國                   | 市镇                   |                        | 玛丽娜·勒庞                   | 33.54%                 |                        | 埃马纽埃尔·马克龙      | 51.5%                  | [ 24 ]                 |
| 2017年法国立法选举     | 奥德省第一选区         | 市镇                   |                        | 克里斯托夫·巴尔泰斯           | 37.97%                 |                        | 克里斯托夫·巴尔泰斯    | 51.96%                 | [ 24 ]                 |
| 2019年欧洲议会选举     | 法國                   | 市镇                   |                        | 若尔当·巴尔代拉               | 39.03%                 | （不适用）             | （不适用）             | （不适用）             | [ 26 ]                 |
| 2021年法国省级选举     | 奥德省                 | 县                     |                        | 卡罗莉娜·卡塔拉 菲利普·拉普诺 | 62.97%                 | （不适用）             | （不适用）             | （不适用）             | [ 27 ]                 |
| 2021年法国省级选举     | 奥德省                 | 市镇                   |                        | 卡罗莉娜·卡塔拉 菲利普·拉普诺 | 58.53%                 | （不适用）             | （不适用）             | （不适用）             | [ 27 ]                 |
| 2021年法国大区选举     | 奧克西塔尼大區         | 市镇                   |                        | 卡萝尔·代尔加                 | 43.01%                 |                        | 卡萝尔·代尔加          | 55.96%                 | [ 28 ]                 |
| 2022年法国总统选举     | 法國                   | 市镇                   |                        | 玛丽娜·勒庞                   | 33.31%                 |                        | 玛丽娜·勒庞            | 53.72%                 | [ 24 ]                 |
| 2022年法国立法选举     | 奥德省第一选区         | 市镇                   |                        | 克里斯托夫·巴尔泰斯           | 40.45%                 |                        | 克里斯托夫·巴尔泰斯    | 54.89%                 | [ 24 ]                 |

## 人口
2019年，特雷布市镇人口数量为5,502，在法国排名第2,013位。其中男性2,588人，女性2,914人，75岁及以上人口占12.1%，外籍人口数量为415人，人口密度为336人/平方公里，当地居民被称为（男性）或（女性）。2020年，特雷布境内出生45人，死亡人口70人。
| 特雷布1901年－2020年人口变化情况 |
|                                  |
| 数据来源：Cassini、INSEE         |

## 经济
特雷布是卡尔卡松的一个郊区卫星城，也是一个区域性的中心市镇。截止2022年12月，特雷布市镇范围内共有各类用人单位（包含自雇）824家，平均历史为17年，均为中小型企业（PME），2022年10月至12月间，当地的经济活力指数为0.24%。 （零售）、（纸制品包装生产）及（化工产品）是当地2021年营业额最高的三个企业，分别为17,858,648欧元、2,702,063欧元和1,410,153欧元。

## 财政与居民收入
2021年，特雷布的财政收入总额为7,792,250欧元，财政支出总额为6,419,100欧元，当年的债务总额为6,829,280欧元。2021年，特雷布市镇共获得1,461,738欧元的国家财政补助，比上一年减少了1.51%。
2020年，特雷布的人均月收入总额为1,871欧元，其中高级职员为2,978欧元，低于法国平均水平（4,230欧元）；中级职员为2,118欧元，低于法国平均水平（2,411欧元）；普通职员为1,612欧元，亦低于法国平均水平（1,740欧元）。
2019年，特雷布境内的青壮年（15至64岁）失业率为19.3%，当地38.6%的家庭拥有纳税资格，平均纳税1,779欧元，低于法国平均水平（3,910欧元）。

## 社会事务

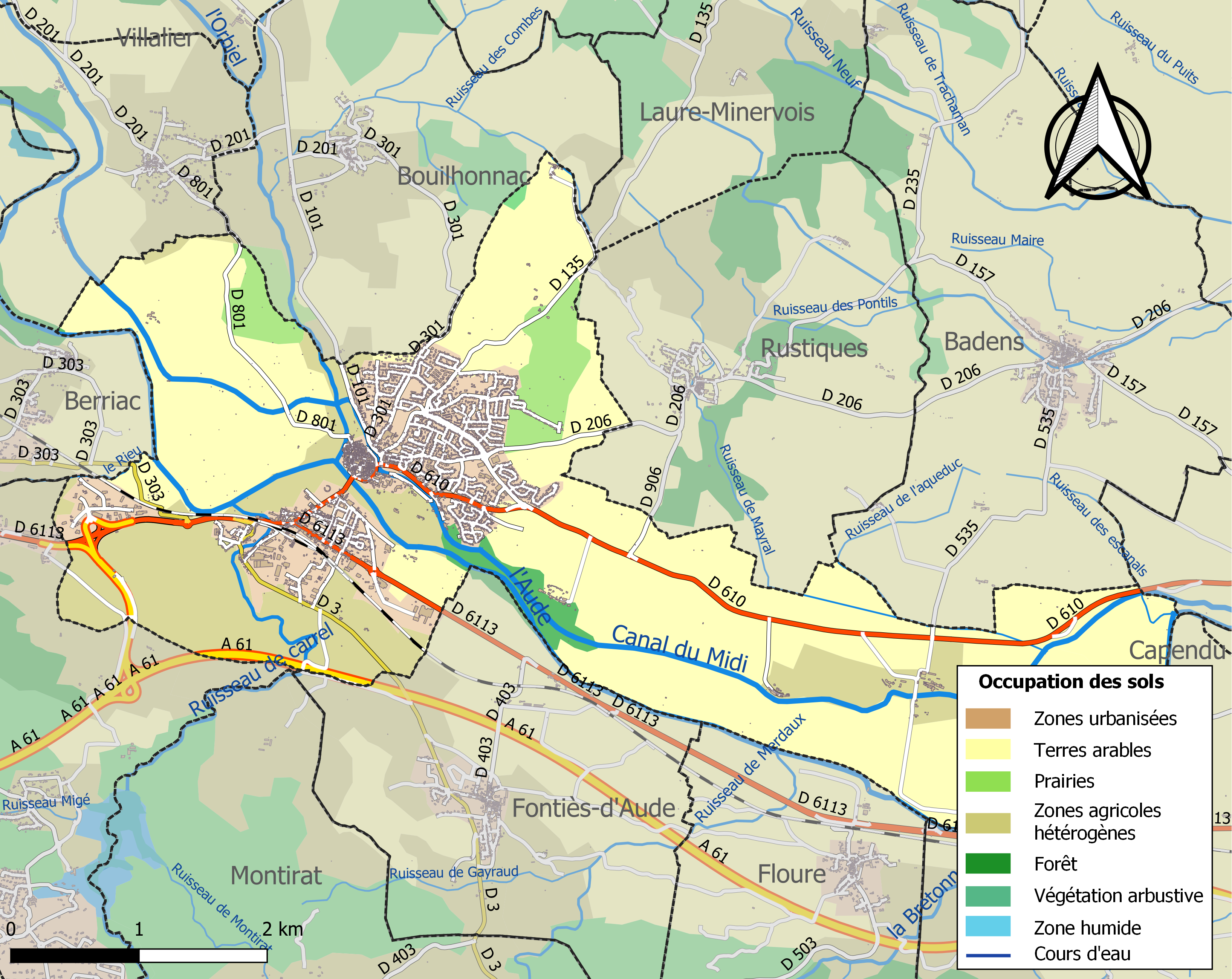
特雷布土地利用情况地图

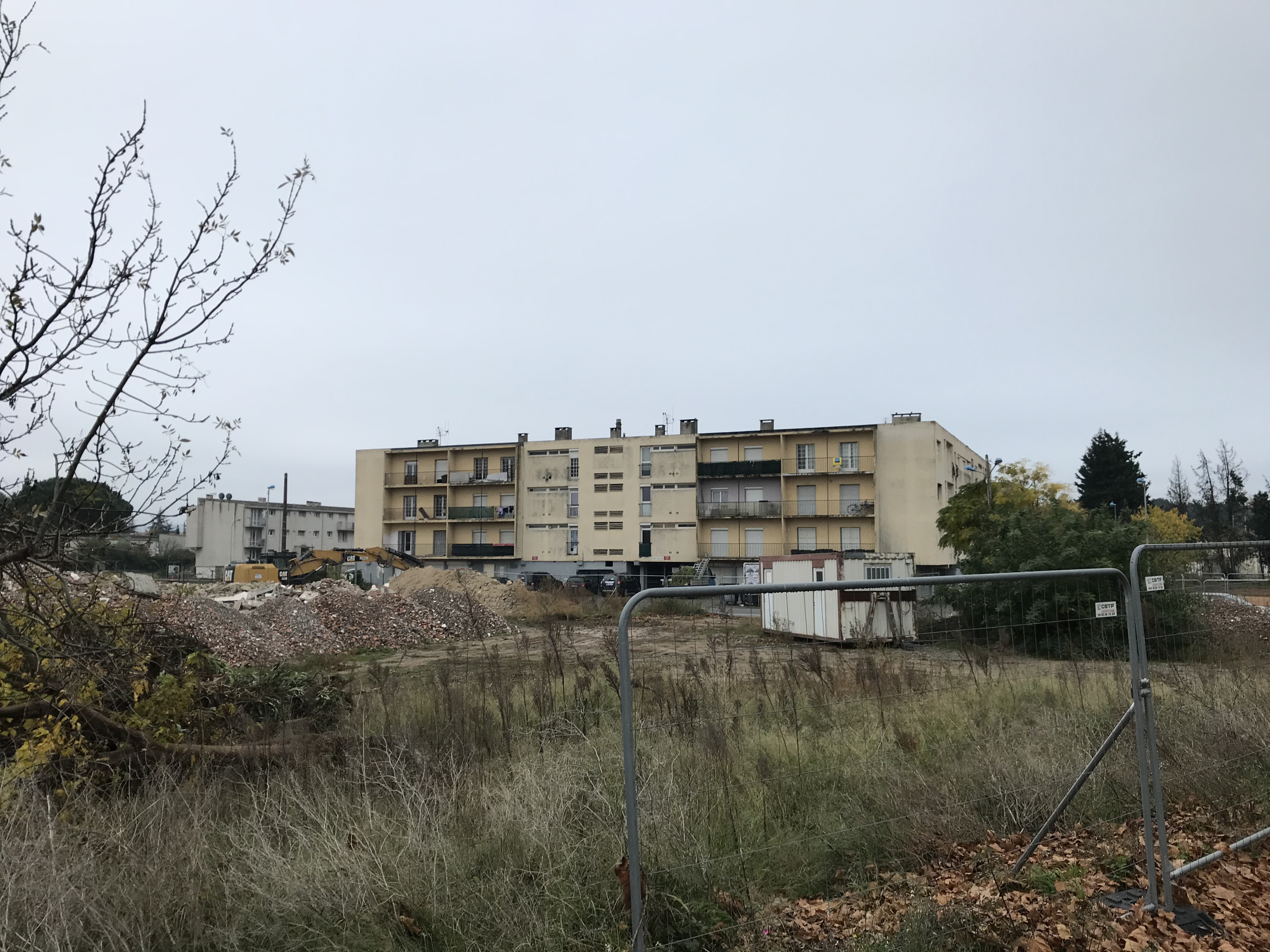
特雷布境内的居民区

### 教育
特雷布属于蒙彼利埃学区。截止2021年1月1日，特雷布境内共有2所幼儿园、2所小学和1所初级中学。2018至2019学年度，特雷布境内共有在校中等教育阶段学生382名。

### 医疗
截止2021年1月1日，特雷布境内共有全科医生10名、保健师5名、牙医4名、护士14名和助产士1名。境内共有药房3家、残疾人帮扶中心1家。
距离特雷布最近的区域性医疗机构为卡尔卡松中心医院（Centre Hospitalier de Carcassonne），其主病区位于卡尔卡松市区东北部，距离特雷布市区的正常车程约8分钟，该院设有床位496个，是当地规模最大的公立综合性医院。

### 住房
2019年，特雷布境内共有各类住房2,982套，其中77.3%为独立式居民区，22.5%为集中式居民区。常住房屋占特雷布市镇范围内居民建筑总量的83.9%。
在住房保障政策方面，2021年，特雷布境内共有651户家庭获得了住房经济补助，受益人数占总人口数量的11.8%，其中614份为房租补助。

### 商业
2021年，特雷布境内共有各类实体商铺118家，其中餐厅16家、大型超市3家、杂货店2家、面包房2家、肉铺2家、书店1家、装饰品店1家、银行门店2家、美容美发店10家、汽车维修店6家。市区南部和东北部分别建有Super U和Intermarché购物超市。

### 体育
2021年，特雷布境内共有1间体育馆、5处网球场、1处马术场、3处足球或橄榄球场以及2处篮球或排球场。
截至2022年12月，特雷布足球俱乐部（Trèbes Football Club，编号509410）是特雷布境内唯一的一家注册足球俱乐部，该队成立于1931年，其主队2022至2023赛季参加奥克西塔尼大区足球联赛乙组（法国第七级别），其主场为莱居耶球场（Stade de l'Aiguille）。
特雷布竞技俱乐部（Racing Club Trèbes）是特雷布的一家橄榄球俱乐部，其主队2022至2023赛季参加法国橄榄球全国甲组联赛（法国第七级别），其主场为莱居耶球场（Stade de l'Aiguille）。

### 环境
特雷布的环境事务由其所属的卡尔卡松城市圈公共社区联合各级政府协调负责。2021年，特雷布境内暂无污染企业。

### 治安
2021年，特雷布市镇范围内有1处宪兵队。
特雷布及其附近的共196个市镇是卡尔卡松国家宪兵队（zone gendarmerie de Carcassonne）的管辖范围。2020年，该宪兵队累计记录各类案件3,001起，其中盗窃类案件1,561起，经济类案件382起，毒品交易类案件143起。

## 文化
2021年，特雷布境内暂无任何文化设施。特雷布市区建有市政图书馆，每周一至六向公众开放。

### 建筑
特雷布境内有多处历史建筑，其中圣艾蒂安教堂、奥尔比耶勒运河桥等为法国国家文物保护单位。

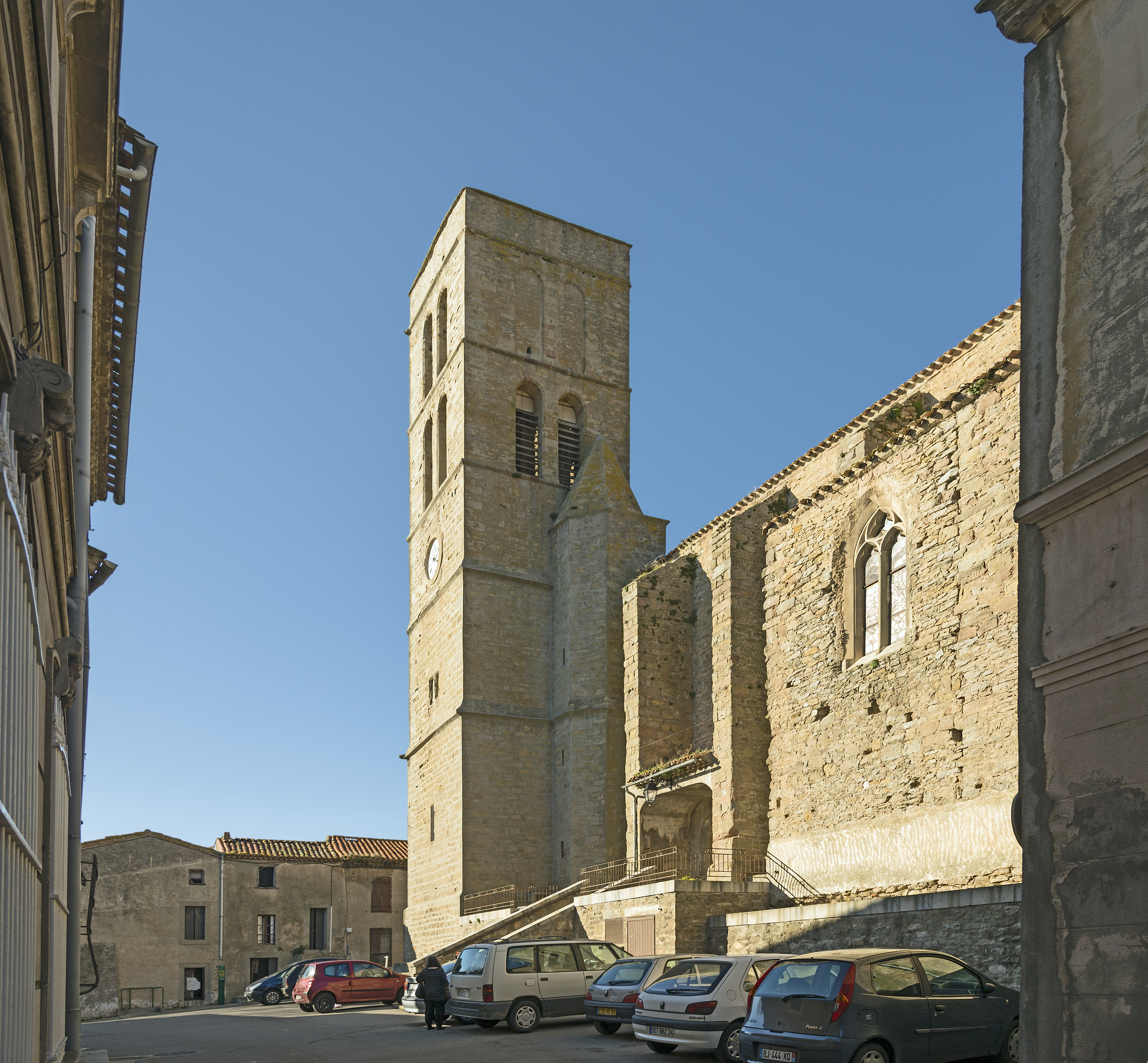
圣艾蒂安教堂（法语：Église Saint-Étienne de Trèbes）
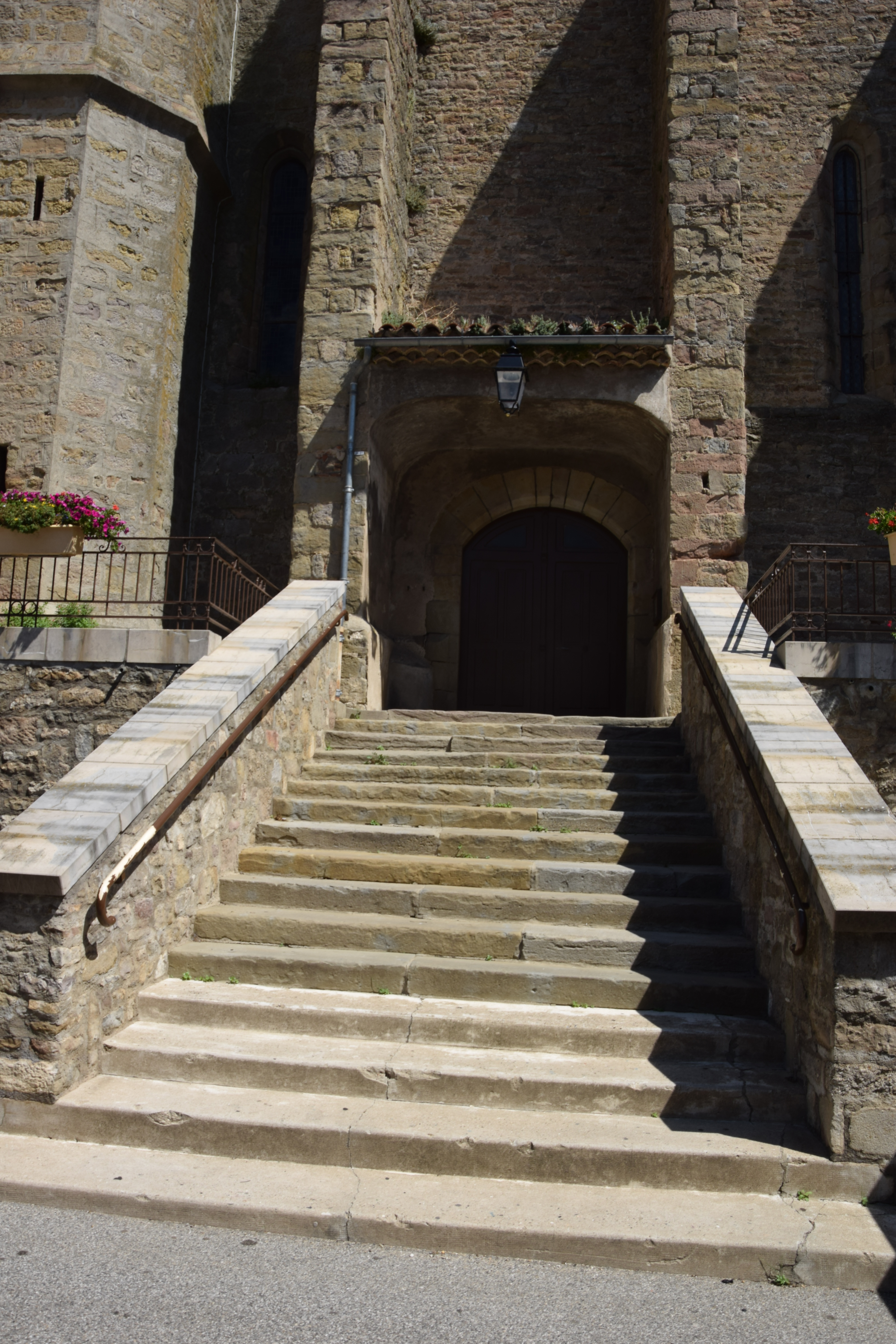
教堂阶梯
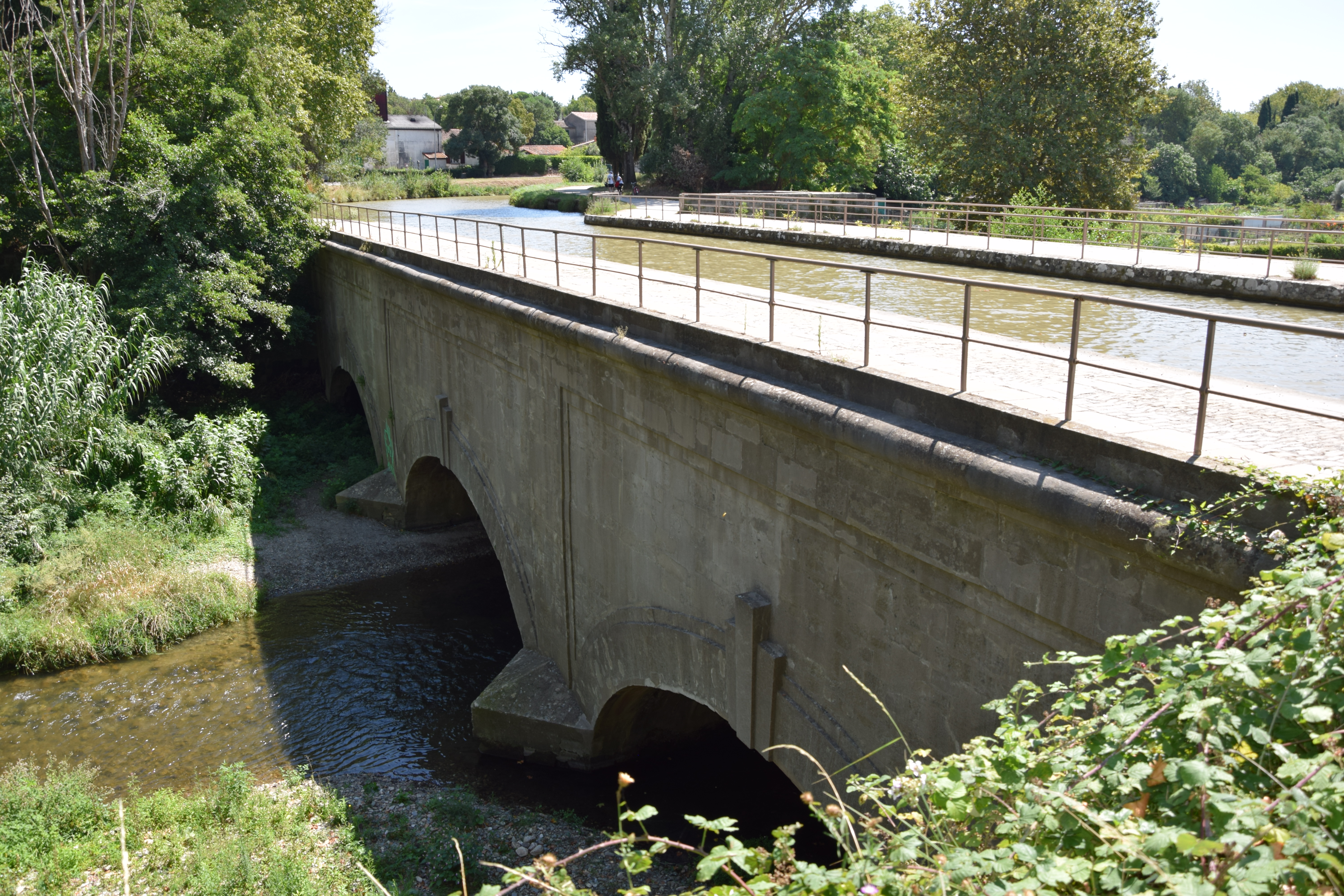
运河桥（法语：Pont-canal de l'Orbiel）
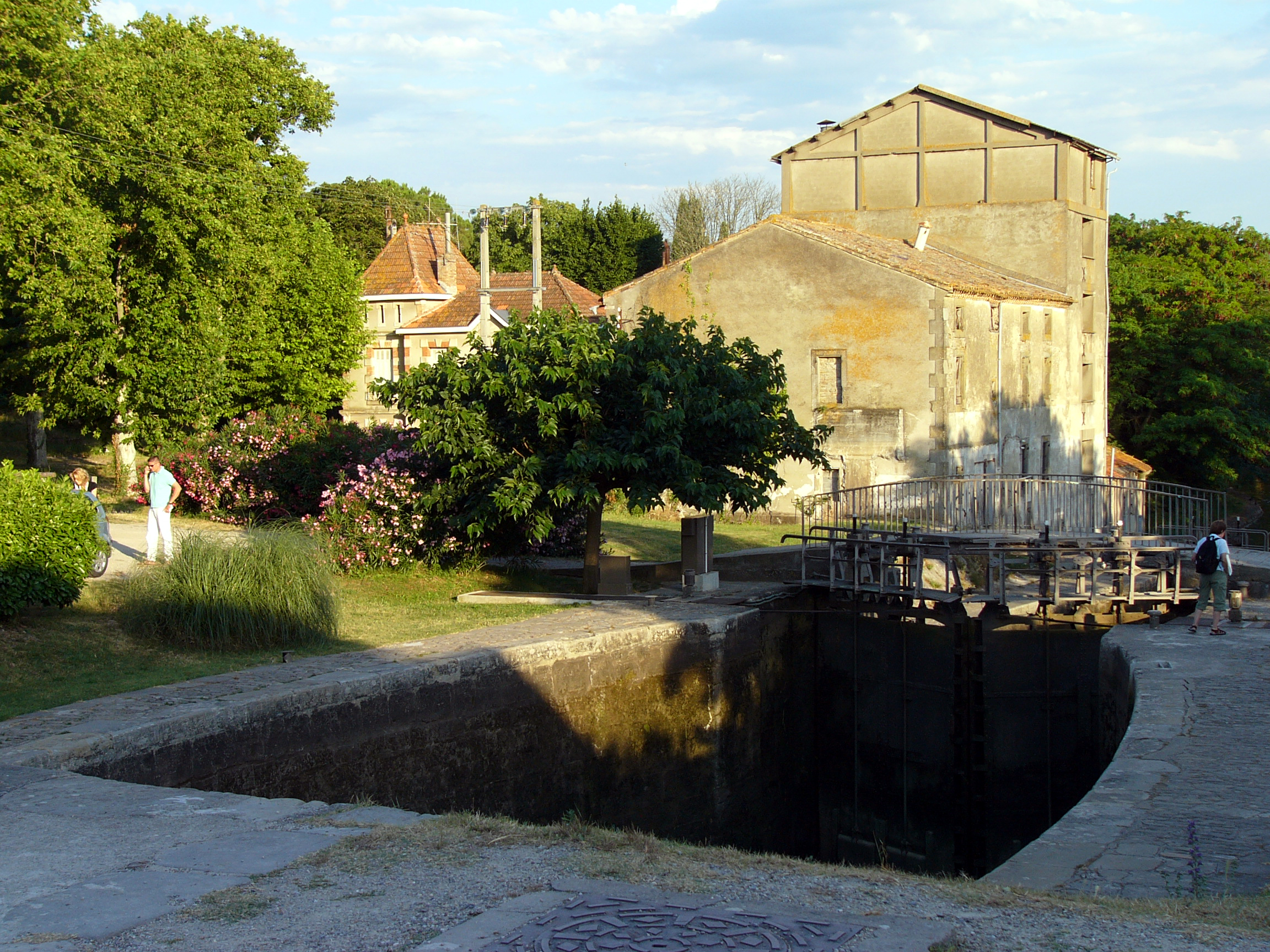
运河船坞

### 旅游
特雷布的旅游事务由其所属的卡尔卡松城市圈公共社区负责。2022年，特雷布境内共有2家酒店共计64间房间。

### 媒体
法国主要的媒体均可在特雷布接收，法国电视三台下属的奥克西塔尼大区频道在部分时段播出特雷布所属区域的地方新闻。蓝色法兰西奥克西塔尼广播、ViàOccitanie电视台、《南部追寻报》等是当地主要的地方性媒体。

## 相关人物
法国上校阿尔诺·贝尔特拉姆在特雷布枪击案中身亡。

## 友好城市
截至2022年12月，特雷布共与一座城市互为友好城市关系：
- 德国 黑尔萨